# Ernst August von Wintzingerode
Freiherr Wilhelm Ernst August von Wintzingerode (* 29. Mai 1747 in Tastungen; † 9. November 1806) war königlich-preußischer Generalleutnant und Kommandeur des Regiments der Gardes du Corps.
Ernst Augusts Familie stammt aus dem heute thüringischen Eichsfeld. Er ist der Sohn aus der 2. Ehe des auf der Festung Königstein 1778 gestorbenen Adolf Levin von Wintzingerode (1715–1778) auf Tastungen und war mit Dorothea Elisabeth Buchholtz (1770–1845) verheiratet. 
Seine Laufbahn in der Preußischen Armee begann er 1760 als Kadett. Er avancierte dann 1765 zum Standartenjunker im Kürassierregiment  Nr. 2, wo er 1767 auch zum Kornett aufstieg. Er nahm am Bayerischen Erbfolgekrieg teil und wurde 1790 Stabsrittmeister und 1797 Kapitän sowie Kompaniechef im Kadettenkorps in Berlin
. Noch 1797 avancierte er zum Major wurde dann 1798 Kompaniechef bei der Garde du Corps und schließlich 1801 auch Kommandeur dieses Regiments. Er erhielt 1802 bei einer Revue den Orden Pour le Mérite. 1805 wurde Wintzingerode zum Oberstleutnant befördert und erhielt seinen Abschied mit Pension i.H.v. 1000 Taler. 
Hiernach muss er umgehend wieder aktiviert worden sein, denn er starb als Generalmajor am 18. September 1806 an den Folgen einer in der Schlacht bei Jena und Auerstedt erhaltenen Verwundung.